# Shvat
Shvat, Shevat ou Shebat (do hebraico שְׁבָט) é o quinto mês do calendário civil e décimo-primeiro do calendário religioso judaico. É um mês de inverno de 30 dias, ocorrendo geralmente em janeiro-fevereiro do calendário gregoriano.